# Kościół Nawrócenia św. Pawła w Krakowie
Kościół Nawrócenia św. Pawła – zabytkowy rzymskokatolicki kościół konwentualny misjonarzy znajdujący się w Krakowie, w dzielnicy I Stare Miasto przy ul. Stradomskiej 6, na Stradomiu.

## Historia
Zgromadzenie Księży Misjonarzy św. Wincentego a Paulo sprowadził w 1682 do Krakowa z Chełmna biskup Jan Małachowski, umieszczając ich pierwotnie na Wawelu. Misjonarze mieli sprawować nadzór nad kształceniem kleryków w diecezjalnym seminarium duchownym. Biskup wkrótce zaczął skupywać dla nich nieruchomości na Stradomiu, po wschodniej stronie głównej drogi łączącej krakowską bramę Grodzką z mostem na Starej Wiśle prowadzącym na Kazimierz (obecna ulica Stradomska), z przeznaczeniem na budowę kościoła i klasztoru. Między rokiem 1683 a 1686 „na nowo wybudowano” zrujnowaną kamienicę Ługowską, tworząc z niej budynek furty. W zakupionym w roku 1688 pałacu Wielopolskich urządzono kaplicę i mieszkania ordynandów. W latach 1693–1695 w przedłużeniu budynku furty wzniesiono długi budynek kolegium (obecnie północne skrzydło klasztoru), a równocześnie w roku 1693 położono kamień węgielny pod budowę kościoła Nawrócenia św. Pawła Apostoła. Dalsze prace, z fundacji Michała Szembeka, biskupa sufragana krakowskiego, podjęto dopiero w roku 1719, zmieniając wcześniejszą koncepcję przestrzenną całości. Budowę kościoła według projektu Kacpra Bażanki, zmarłego w styczniu 1726, ukończono w roku 1728 (fasada pozostała nieukończona), klasztoru – w 1732; w tymże roku konsekracji świątyni dokonał biskup sufragan krakowski, Michał Ignacy Kunicki.

## Wygląd
Kościół posiada fasadę wzniesioną z ciosów piaskowca i elementami dekoracji rzeźbiarskiej z wapienia. Jest świątynią zaliczaną do okresu późnego baroku. Do dekoracji wnętrza wprowadził Kacper Bażanka lustra, które poszerzają optycznie przestrzeń, jak również powodują równomierne oświetlenie kościoła.
Ołtarz główny powstał w latach 1761–1762 wykonano go z czarnego marmuru dębnickiego z postaciami św. Piotra i św. Andrzeja na konsolach. W ołtarzu znajduje się obraz atrybuowany Tadeuszowi Kuntze przedstawiający nawrócenie św. Pawła pochodzący z ok. 1756 roku. Na uwagę zasługuje także srebrne tabernakulum pochodzące z lat 1732–1733. W jednym z bocznych ołtarzy znajduje się obraz Łukasza Orłowskiego Archanioł Michał (ok. 1746).
W niszach nawy ustawiono figury dziesięciu Apostołów autorstwa snycerza Antoniego Frączkiewicza. Są one uważane za jeden z ciekawszych przykładów krakowskiej plastyki doby baroku. Ten sam artysta wykonał także ołtarz św. Kazimierza pochodzący z 1738 r. Obraz przedstawiający św. Kazimierza namalował Walery Eliasz-Radzikowski w roku 1868. W 1866 roku Walery Eliasz malował też na zlecenie oo. Misjonarzy obraz Matki Boskiej Bolesnej umieszczony w rokokowej ramie relikwiarzowej. Polichromia pokrywająca sklepienia i sufity powstała pod kierunkiem Izydora Jabłońskiego w latach 1862–1864. Z zespołu malarzy współpracujących przy jej wykonaniu należy wymienić: Aleksandra Kotsisa i Walerego Eliasza-Radzikowskiego. Przedstawia ona patronów Polski, Ojców Kościoła i świętych Zgromadzenia Misji.
W klasztorze Misjonarzy przechowywany jest portret króla Stefana Batorego autorstwa nadwornego malarza Marcina Kobera namalowany w 1583 roku, który trafił tutaj z katedry wawelskiej.
W 1960 roku przeprowadzono remont fasady kościoła, uzupełniając ją trójkątnym tympanonem nad częścią środkową oraz attykami nad kaplicami. Zmiany projektowali architekci Wiktor Zin oraz Stanisław Murczyński.

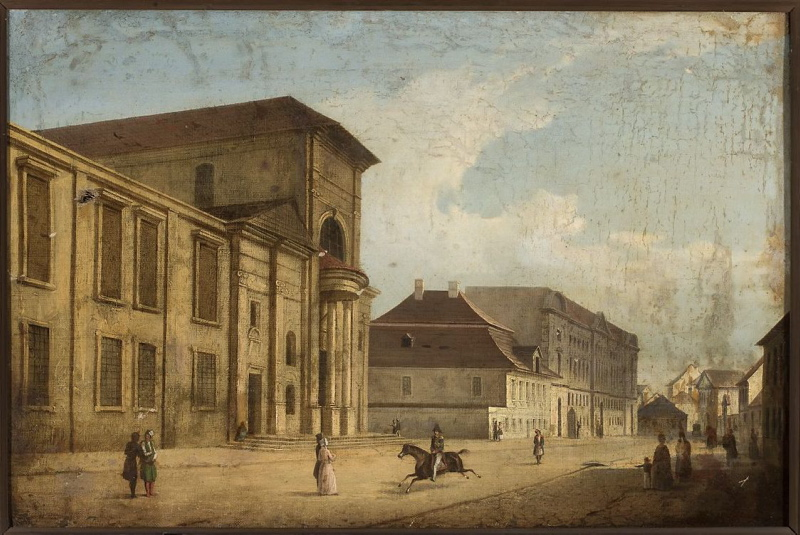
Nieukończona fasada w 2 poł. XIX wieku
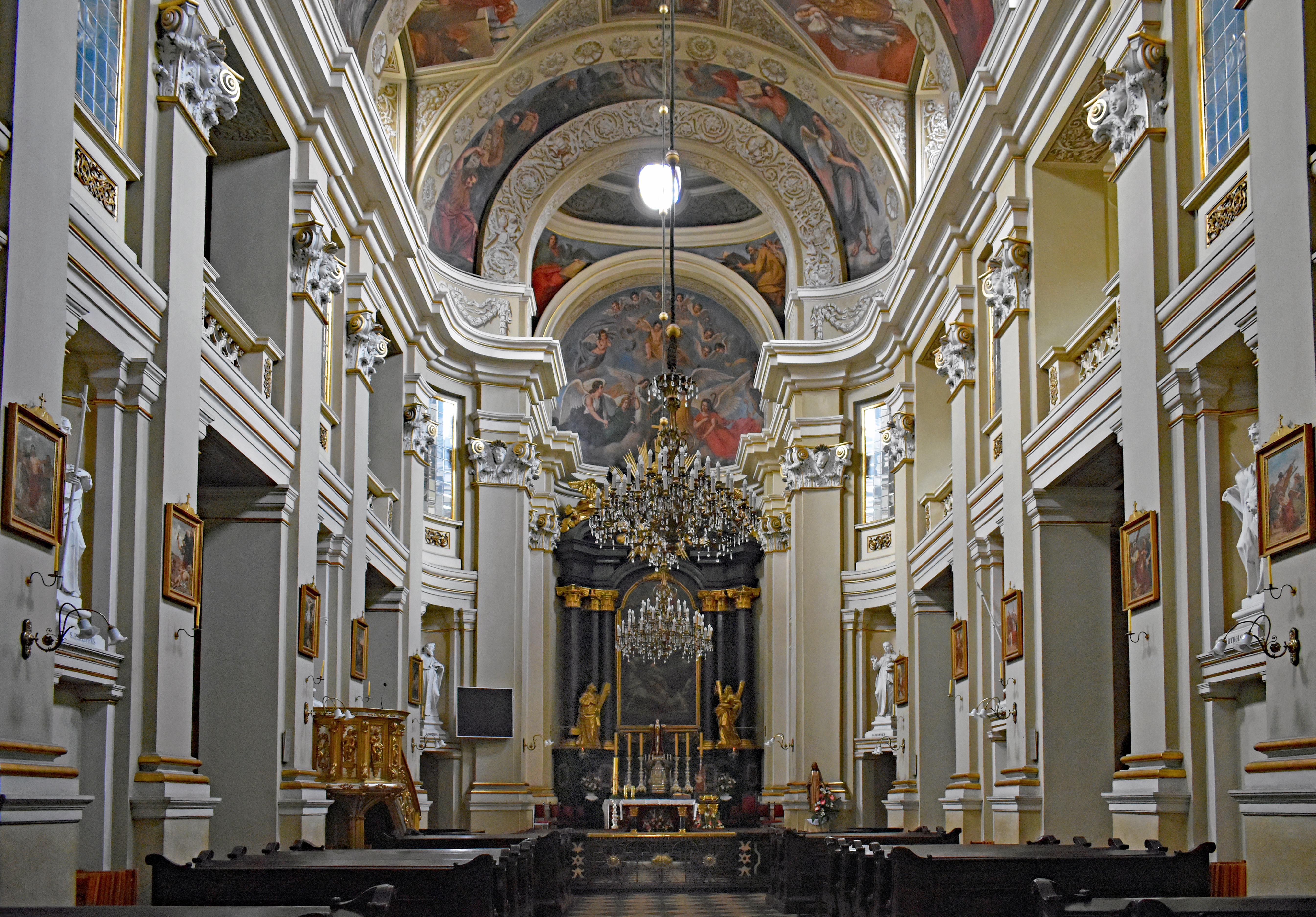
Wnętrze kościoła
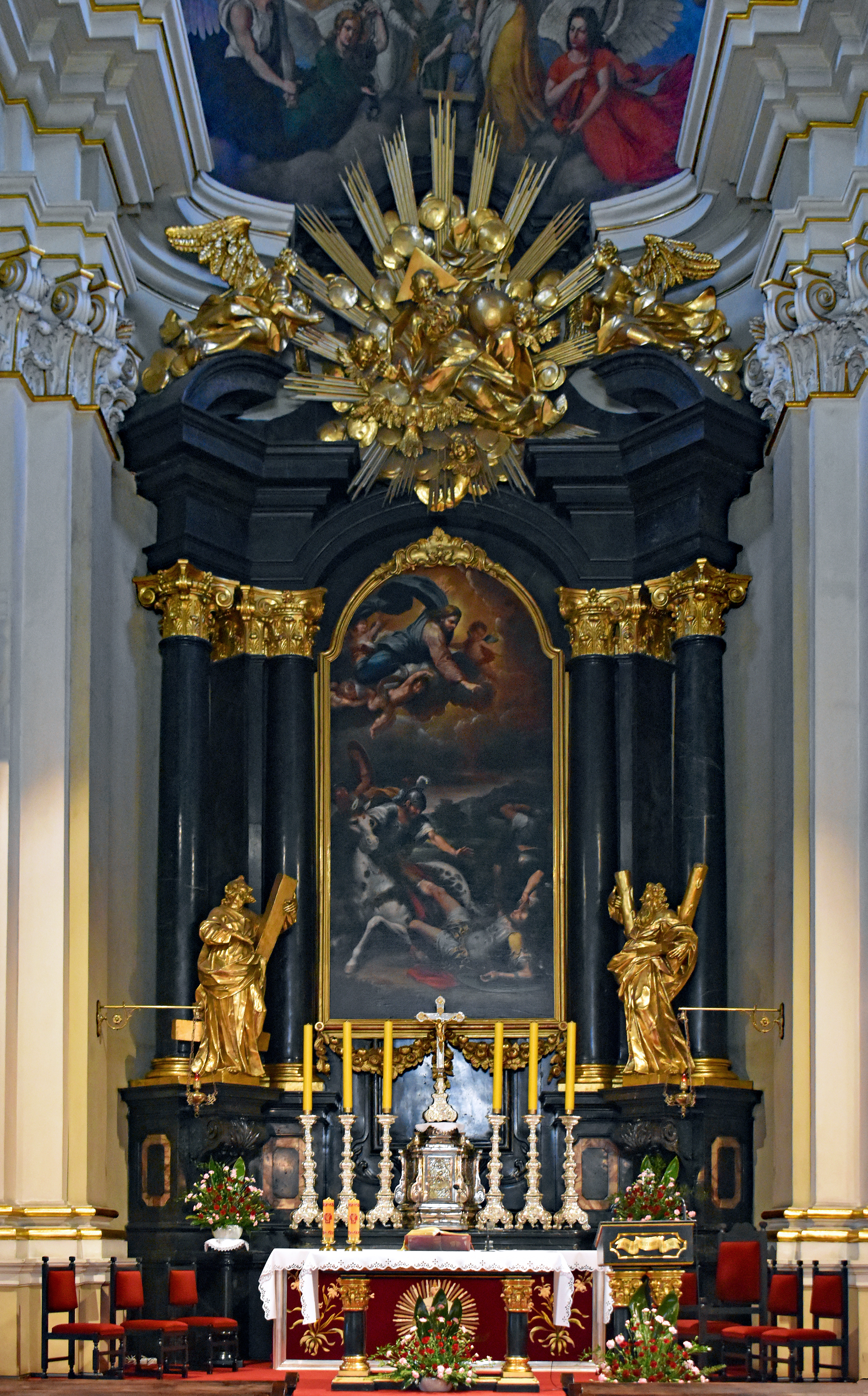
Ołtarze główny
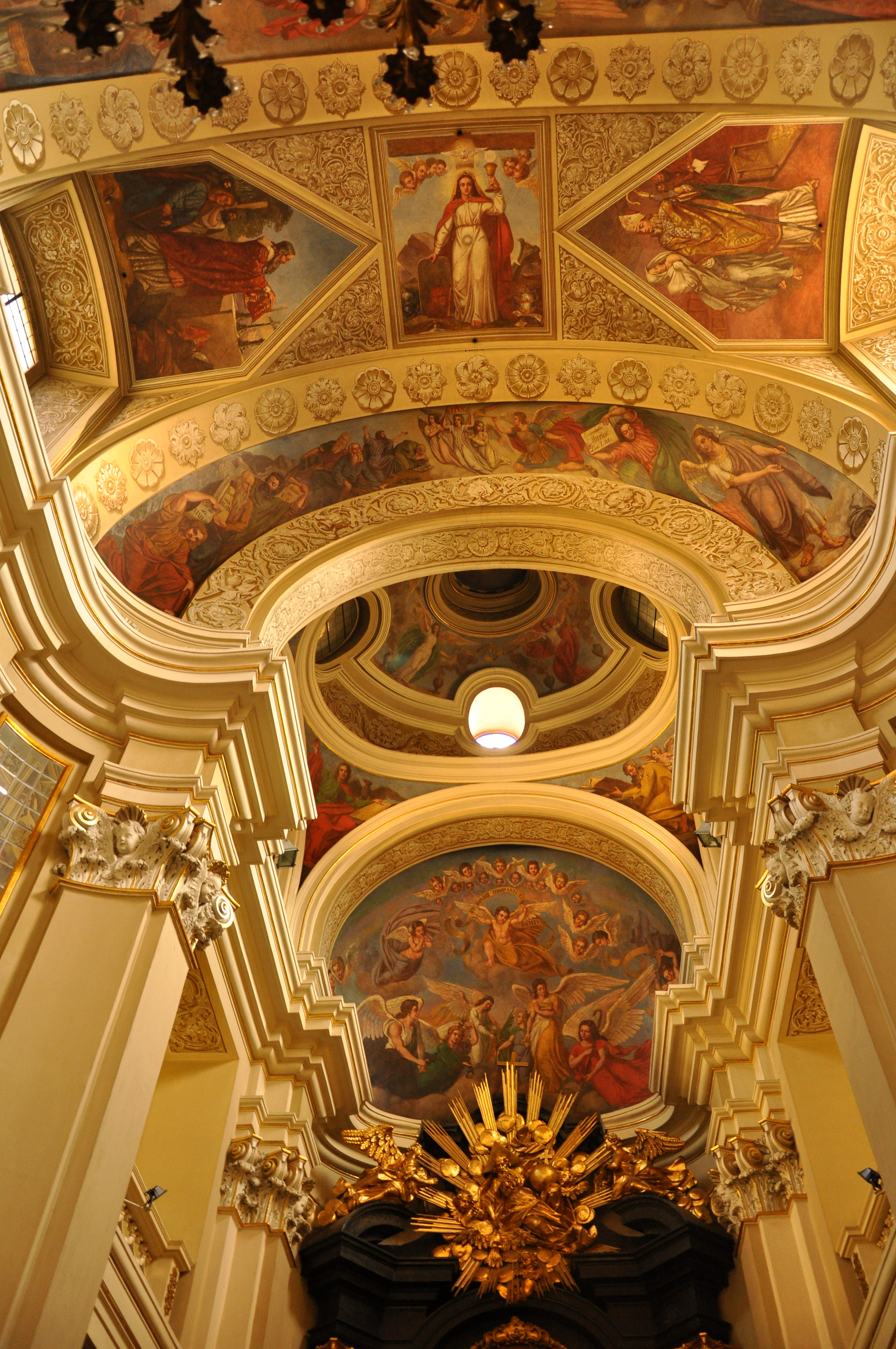
Fragment sklepienia ze zwieńczeniem ołtarza głównego
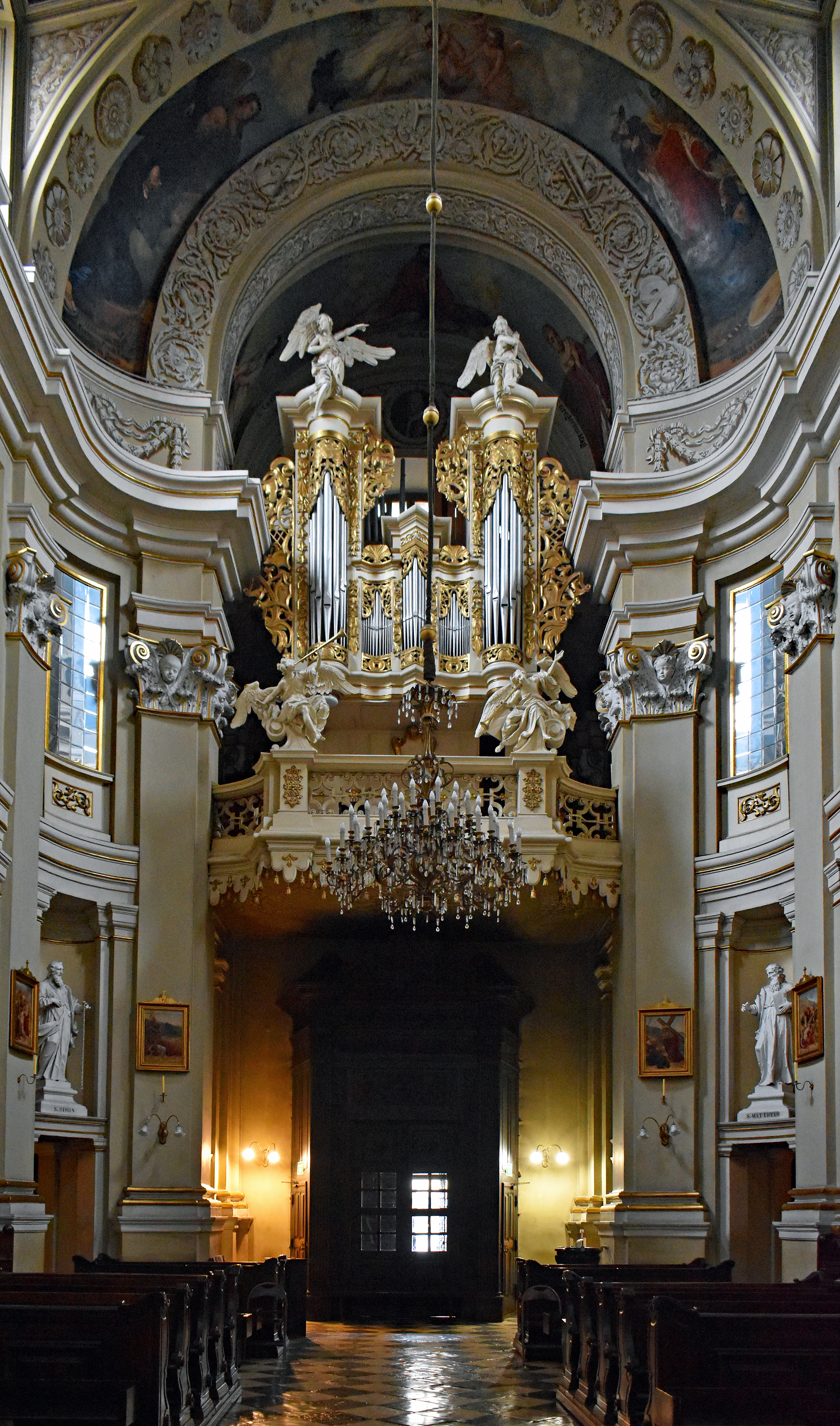
Chór i organy
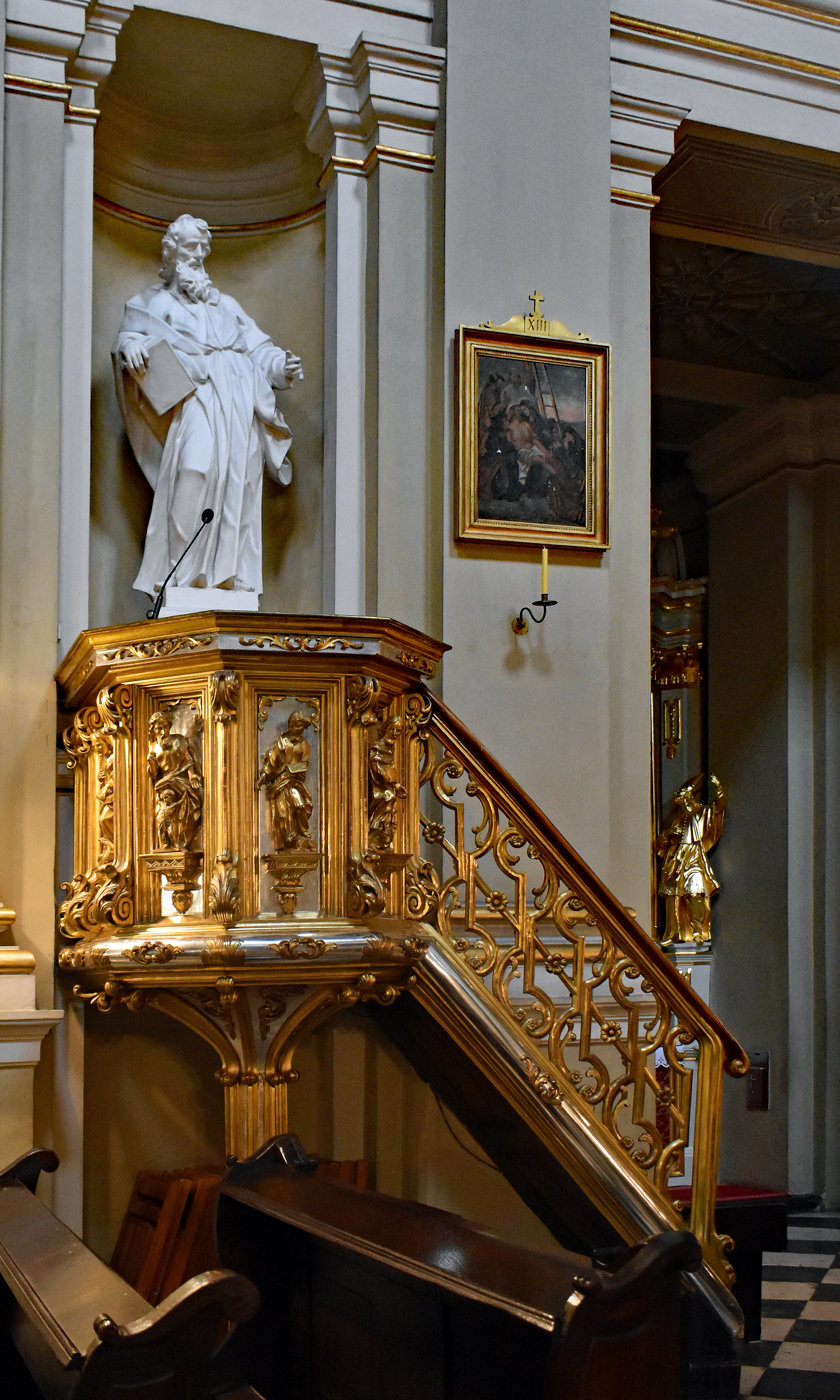
Ambona i rzeźba apostoła

## Źródła
- Katalog zabytków sztuki w Polsce, miasto Kraków, Kazimierz i Stradom, Kościoły i klasztory 2, Wydawnictwa Artystyczne i Filmowe, Warszawa 1994
- Michał Rożek, Barbara Gądkowa Leksykon kościołów Krakowa, Wydawnictwo Verso, Kraków 2003, ISBN 83-919281-0-1, s. 139